# Areus II
Aréos II est roi agiade de Sparte de 260 à 254 av. J.-C. environ.
Aréos II est le fils posthume du roi Acrotatos et de Chilonis. Il semble avoir accédé au trône  malgré son jeune âge. Il meurt à l'âge de 8 ans, probablement en 254 av. J.-C. ; son oncle et tuteur Léonidas II lui succède.
Les Delphiens ont promulgué un décret en l'honneur du « roi Aréos, fils d'Acrotatos et de Chilonis ». Aréos II étant mort pendant l'enfance, certains historiens ont conclu qu'il ne pouvait s'agir que de son grand-père, Aréos Ier. Cependant, la mention de l'archontat de Delphes Emmenidas, clairement postérieur à la mort de ce dernier, montre que le décret honore bien Aréos II.